# 市川恭佳
市川 恭佳（いちかわ やすか、1988年6月3日 - ）は、日本の脚本家。静岡県出身。幸華恭佳（さちは やすか）、末松正行のペンネームも使用した。

## 略歴
松本短期大学卒業後、「ラジオ楽しんご」にMCとして参加。
ラジオ番組で出逢ったプロデューサーの縁で、千葉テレビ「マスター☆コレクション」のショートドラマ脚本担当に抜擢される。
その後、小説家・推理作家の明利英司と知り合い、ドラマ「指令ゲームX」、映画「憑きもどり」の脚本を担当。

## 脚本作品

### テレビドラマ
- 桃色の唇(出演：小原春香)（2016年、千葉テレビマスター☆コレクション）
- 冬の日(出演：村上幸平、平川嵐)（2016年、千葉テレビマスター☆コレクション）
- DIET!?!?（出演：渡邊将)2016年、千葉テレビマスター☆コレクション）
- 指令ゲームＸ(出演：吉木遼)（2016年、千葉テレビ）

### 映画
- 憑きもどり (出演：Palet 藤本結衣)（2017年上映）